# Loxton (Engeland)
Loxton is een civil parish in het bestuurlijke gebied North Somerset, in het Engelse graafschap Somerset met 192 inwoners.

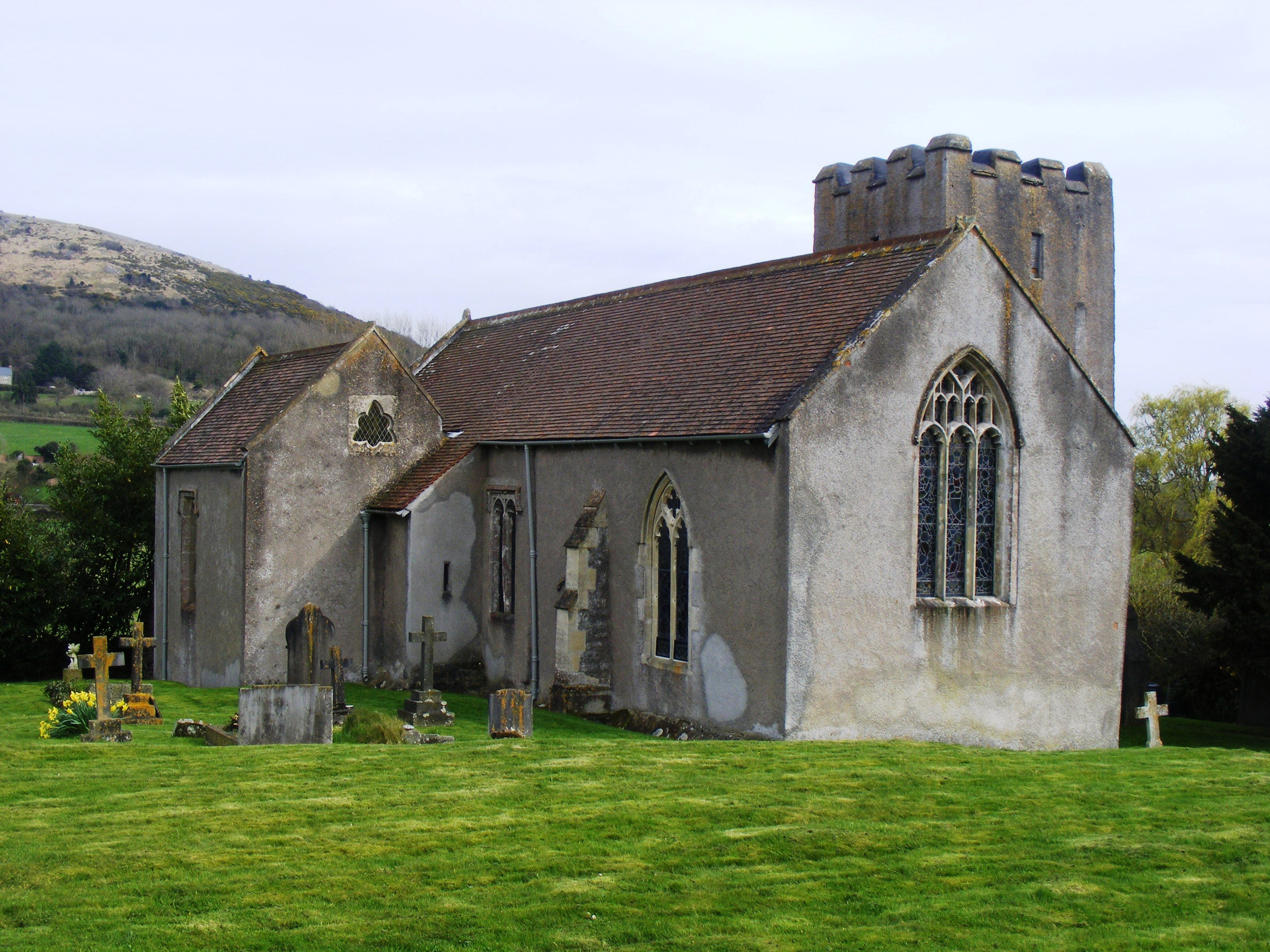
Kerk van St Mary